# 武道伝来記
『武道伝来記』（ぶどうでんらいき）は、井原西鶴による武家物の浮世草子。1687年（貞享4年）4月刊行。8巻8冊。大阪・池田屋（岡田）三郎衛門、江戸・萬屋清兵衛刊。各巻の題簽の角書、および副題に「諸国敵討」と記す。

## 概略
全国各地を舞台に敵討の話（全32話）を取り上げているが、敵を討つ結末よりも、そこへ至るまでの経緯が詳細に描かれている。また、結末も晴れがましいものは少なく、事件の発端が口論や誤解、主君の横暴だったりと、敵討ちの矛盾も感じさせる内容となっている。正義化された敵討ちの実態を、客観的に描いている点は、敵討ちを美化する時代にあって、異色の作品とされる。

## 内容

### 巻一
- 心底を弾く琵琶の海 - 天正12年、筒井順慶が病死した際、その小姓である布施次郎八慶春と万財二郎九郎慶友とが殉死した史実を典拠とする[3]。
- 毒薬は箱入りの命
- 物申うどうれといふ俄正月
- 内儀の利発は替わった姿

### 巻二
- 思い入れ吹く女尺八
- 見ぬ人顔に宵の無分別
- 身代破る落書きの団扇
- 命とらるる人魚の海

### 巻三
- 人差し指が三百石が物
- 按摩とらする化物屋敷
- 大蛇も世にある人が見たところ
- 初茸狩りは恋草の種

### 巻四
- 太夫格子に立つ名の男 - 『古今犬著聞集』巻5「高谷無益兄弟取籠事」に拠るか[3]。
- 誰が捨て子の仕合せ
- 無分別は見越しの木のぼり
- 踊りの中の似せ姿

### 巻五
- 枕に残る薬違い
- 吟味は奥縞の袴
- 不断に心がけの早馬 - 明暦元年12月28日、井伊兵部少輔邸前で、柘植兵左衛門が亡夫の敵、武藤源左衛門と若党2人を討った際、井伊家の家臣は武者窓から声援を送ったが、その行動が武士らしくないと言われて、武者窓を閉じたという。この実話に拠るものか[3]。
- 火燵も歩く四足 - 水谷勝政『聞継物語』巻中「犬に驚きし侍の事」収録の村上養順の物語に拠るか[3]。

### 巻六
- 女の作る男文字 - 『古今犬著聞集』巻10「京極安智斎事」に拠る[3]。
- 神木の咎めは弓矢八幡
- 毒酒を受け太刀の身
- 碓を引くべき埴生の琴 - 『御伽比丘尼』（貞享4年2月序）巻1の3「あけて悔しき文箱」に拠る[3]。

### 巻七
- 我が命の早使い
- 若衆盛りは宮城野の花 - 浄瑠璃坂の敵討ちに基づく[3]。
- 新田原藤太
- 愁いの中の樽肴 - 『古今犬著聞集』巻10「手討仕損ずる事」に拠る[3]。

### 巻八
- 野机の煙比べ - 浄瑠璃坂の敵討ちの冒頭部分、寛永16年7月15日の曾我九之助の敵討ちの史実に拠る[3]。
- 惜しや前髪箱根山颪
- 播州の浦浪皆返り討ち
- 行水で知るる人の身の程 - 伊賀国上野で、渡辺数馬と荒木又右衛門が河合又五郎らを討った史実に拠る[3]。